# Gran Premio motociclistico della Repubblica Ceca 2011
Il Gran Premio motociclistico della Repubblica Ceca 2011 corso il 14 agosto, è stato l'undicesimo Gran Premio della stagione 2011 e ha visto vincere: Casey Stoner in MotoGP, Andrea Iannone in Moto2 e Sandro Cortese nella classe 125.

## MotoGP
In questa classe John Hopkins viene iscritto come wildcard, ma non prende parte alla gara a causa della frattura del secondo e terzo dito della mano destra.

### Arrivati al traguardo
| Pos. | Nº | Pilota           | Squadra                 | Motocicletta       | Giri | Tempo     | Griglia | Punti |
| ---- | -- | ---------------- | ----------------------- | ------------------ | ---- | --------- | ------- | ----- |
| 1º   | 27 | Casey Stoner     | Repsol Honda            | Honda RC212V       | 22   | 43'16"796 | 3       | 25    |
| 2º   | 4  | Andrea Dovizioso | Repsol Honda            | Honda RC212V       | 22   | +6"532    | 7       | 20    |
| 3º   | 58 | Marco Simoncelli | San Carlo Honda Gresini | Honda RC212V       | 22   | +7"792    | 5       | 16    |
| 4º   | 1  | Jorge Lorenzo    | Yamaha Factory Racing   | Yamaha YZR-M1      | 22   | +8"513    | 2       | 13    |
| 5º   | 11 | Ben Spies        | Yamaha Factory Racing   | Yamaha YZR-M1      | 22   | +10"186   | 4       | 11    |
| 6º   | 46 | Valentino Rossi  | Ducati Team             | Ducati Desmosedici | 22   | +12"632   | 6       | 10    |
| 7º   | 69 | Nicky Hayden     | Ducati Team             | Ducati Desmosedici | 22   | +23"037   | 9       | 9     |
| 8º   | 5  | Colin Edwards    | Monster Yamaha Tech 3   | Yamaha YZR-M1      | 22   | +24"189   | 8       | 8     |
| 9º   | 7  | Hiroshi Aoyama   | San Carlo Honda Gresini | Honda RC212V       | 22   | +25"202   | 10      | 7     |
| 10º  | 8  | Héctor Barberá   | Mapfre Aspar            | Ducati Desmosedici | 22   | +36"566   | 13      | 6     |
| 11º  | 24 | Toni Elías       | LCR Honda               | Honda RC212V       | 22   | +36"679   | 12      | 5     |
| 12º  | 14 | Randy de Puniet  | Pramac Racing           | Ducati Desmosedici | 22   | +37"109   | 15      | 4     |
| 13º  | 65 | Loris Capirossi  | Pramac Racing           | Ducati Desmosedici | 22   | +48"911   | 16      | 3     |

### Ritirati
| Nº | Pilota          | Squadra               | Motocicletta       | Giri | Griglia |
| -- | --------------- | --------------------- | ------------------ | ---- | ------- |
| 19 | Álvaro Bautista | Rizla Suzuki          | Suzuki GSV-R       | 16   | 14      |
| 17 | Karel Abraham   | Cardion AB Motoracing | Ducati Desmosedici | 12   | 17      |
| 35 | Cal Crutchlow   | Monster Yamaha Tech 3 | Yamaha YZR-M1      | 6    | 11      |
| 26 | Daniel Pedrosa  | Repsol Honda          | Honda RC212V       | 2    | 1       |

### Non partito
| Nº | Pilota       | Squadra      | Motocicletta |
| -- | ------------ | ------------ | ------------ |
| 21 | John Hopkins | Rizla Suzuki | Suzuki       |

## Moto2

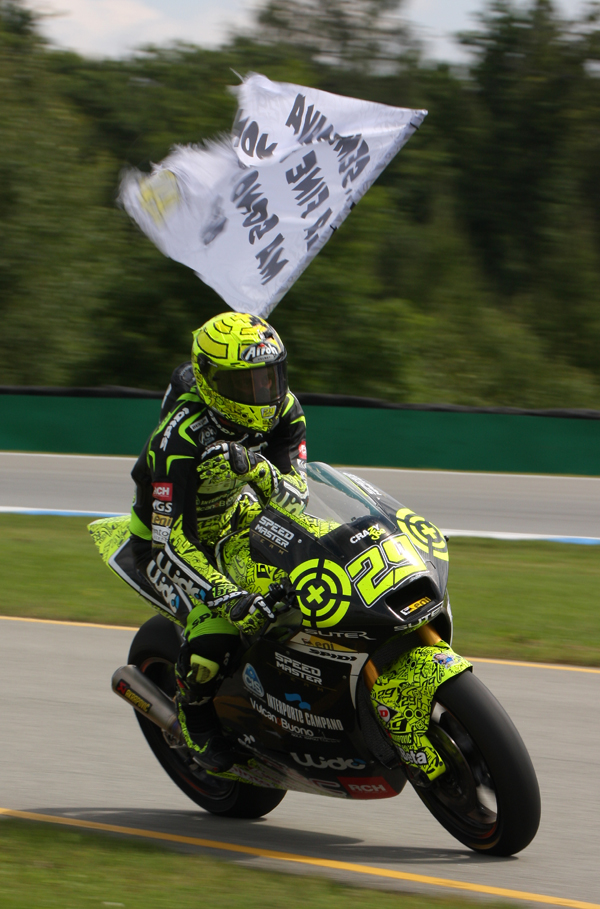
Andrea Iannone al termine della gara

In questa classe corre Steven Odendaal su Suter con lo status di wildcard.

### Arrivati al traguardo
| Pos. | Nº | Pilota              | Squadra                 | Motocicletta       | Giri | Tempo     | Griglia | Punti |
| ---- | -- | ------------------- | ----------------------- | ------------------ | ---- | --------- | ------- | ----- |
| 1º   | 29 | Andrea Iannone      | Speed Master            | Suter MMX          | 20   | 41'13"255 | 5       | 25    |
| 2º   | 93 | Marc Márquez        | CatalunyaCaixa Repsol   | Suter MMX          | 20   | +0"161    | 1       | 20    |
| 3º   | 65 | Stefan Bradl        | Viessmann Kiefer Racing | Kalex              | 20   | +0"407    | 2       | 16    |
| 4º   | 15 | Alex De Angelis     | JIR Moto2               | MotoBi             | 20   | +0"870    | 3       | 13    |
| 5º   | 12 | Thomas Lüthi        | Interwetten Paddock     | Suter MMX          | 20   | +4"225    | 4       | 11    |
| 6º   | 40 | Aleix Espargaró     | Pons HP 40              | Pons Kalex         | 20   | +13"636   | 6       | 10    |
| 7º   | 34 | Esteve Rabat        | Blusens-STX             | FTR                | 20   | +13"647   | 18      | 9     |
| 8º   | 77 | Dominique Aegerter  | Technomag-CIP           | Suter MMX          | 20   | +14"365   | 12      | 8     |
| 9º   | 3  | Simone Corsi        | Ioda Racing Project     | FTR                | 20   | +14"617   | 7       | 7     |
| 10º  | 54 | Kenan Sofuoğlu      | Technomag-CIP           | Suter MMX          | 20   | +21"383   | 13      | 6     |
| 11º  | 75 | Mattia Pasini       | Ioda Racing Project     | FTR                | 20   | +26"235   | 8       | 5     |
| 12º  | 72 | Yūki Takahashi      | Gresini Racing          | Moriwaki           | 20   | +29"726   | 17      | 4     |
| 13º  | 36 | Mika Kallio         | Marc VDS Racing         | Suter MMX          | 20   | +30"046   | 30      | 3     |
| 14º  | 71 | Claudio Corti       | Italtrans Racing        | Suter MMX          | 20   | +30"380   | 9       | 2     |
| 15º  | 63 | Mike Di Meglio      | Tech 3 Racing           | Tech 3 Mistral 610 | 20   | +30"459   | 24      | 1     |
| 16º  | 44 | Pol Espargaró       | HP Tuenti Speed Up      | Suter MMX          | 20   | +31"691   | 14      |       |
| 17º  | 14 | Ratthapark Wilairot | Thai Honda Singha SAG   | FTR                | 20   | +31"752   | 21      |       |
| 18º  | 51 | Michele Pirro       | Gresini Racing          | Moriwaki           | 20   | +35"548   | 22      |       |
| 19º  | 18 | Jordi Torres        | Mapfre Aspar            | Suter MMX          | 20   | +40"270   | 23      |       |
| 20º  | 9  | Kenny Noyes         | Avintia-STX             | FTR                | 20   | +40"722   | 32      |       |
| 21º  | 53 | Valentin Debise     | Speed Up                | FTR                | 20   | +40"803   | 19      |       |
| 22º  | 88 | Ricard Cardús       | QMMF Racing             | Moriwaki           | 20   | +42"247   | 26      |       |
| 23º  | 19 | Xavier Siméon       | Tech 3 B                | Tech 3 Mistral 610 | 20   | +42"285   | 33      |       |
| 24º  | 80 | Axel Pons           | Pons HP 40              | Pons Kalex         | 20   | +42"348   | 27      |       |
| 25º  | 39 | Robertino Pietri    | Italtrans Racing        | Suter MMX          | 20   | +53"036   | 25      |       |
| 26º  | 45 | Scott Redding       | Marc VDS Racing         | Suter MMX          | 20   | +53"044   | 20      |       |
| 27º  | 64 | Santiago Hernández  | SAG Team                | FTR                | 20   | +1'06"674 | 36      |       |
| 28º  | 97 | Steven Odendaal     | MS Racing               | Suter MMX          | 22   | +1'07"935 | 35      |       |
| 29º  | 13 | Anthony West        | MZ Racing               | MZ-RE Honda        | 20   | +1'30"360 | 34      |       |
| 30º  | 95 | Mashel Al Naimi     | QMMF Racing             | Moriwaki           | 20   | +1'30"499 | 37      |       |

### Ritirati
| Nº | Pilota             | Squadra                           | Motocicletta       | Giri | Griglia |
| -- | ------------------ | --------------------------------- | ------------------ | ---- | ------- |
| 24 | Tommaso Lorenzetti | Aeroport de Castello              | FTR                | 19   | 38      |
| 25 | Alex Baldolini     | NGM Forward Racing                | Suter MMX          | 11   | 31      |
| 16 | Jules Cluzel       | NGM Forward Racing                | Suter MMX          | 11   | 11      |
| 76 | Max Neukirchner    | MZ Racing                         | MZ-RE Honda        | 7    | 15      |
| 31 | Carmelo Morales    | Desguaces La Torre G22            | Suter MMX          | 3    | 28      |
| 38 | Bradley Smith      | Tech 3 Racing                     | Tech 3 Mistral 610 | 1    | 16      |
| 68 | Yonny Hernández    | Blusens-STX                       | FTR                | 1    | 29      |
| 4  | Randy Krummenacher | GP Team Switzerland Kiefer Racing | Kalex              | 0    | 10      |

### Non partito
| Nº | Pilota       | Squadra      | Motocicletta |
| -- | ------------ | ------------ | ------------ |
| 60 | Julián Simón | Mapfre Aspar | Suter MMX    |

## Classe 125

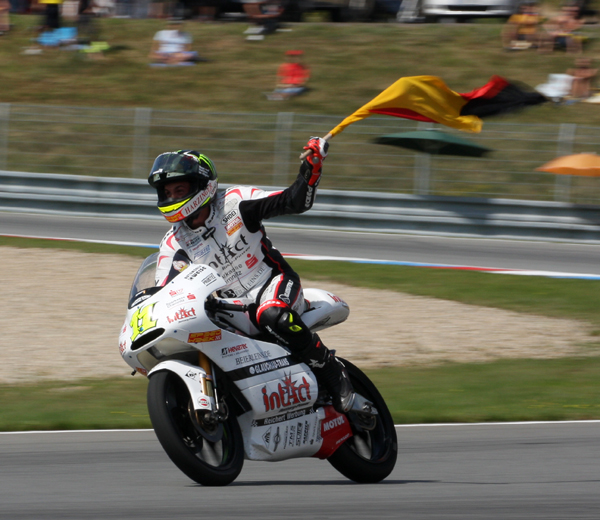
Sandro Cortese al termine della gara

In questa classe vengono assegnate cinque wildcard che vanno a: Ladislav Chmelík, Manuel Tatasciore e Miroslav Popov su Aprilia, Luca Grünwald su KTM e Jakub Jantulík su Honda.

### Arrivati al traguardo
| Pos. | Nº | Pilota              | Squadra                        | Motocicletta | Giri | Tempo     | Griglia | Punti |
| ---- | -- | ------------------- | ------------------------------ | ------------ | ---- | --------- | ------- | ----- |
| 1º   | 11 | Sandro Cortese      | Intact-Racing Team Germany     | Aprilia      | 19   | 40'59"229 | 3       | 25    |
| 2º   | 5  | Johann Zarco        | Avant-AirAsia-Ajo              | Derbi        | 19   | +0"397    | 2       | 20    |
| 3º   | 23 | Alberto Moncayo     | Andalucia Banca Civica         | Aprilia      | 19   | +10"773   | 7       | 16    |
| 4º   | 55 | Héctor Faubel       | Bankia Aspar                   | Aprilia      | 19   | +10"794   | 4       | 13    |
| 5º   | 33 | Sergio Gadea        | Blusens by Paris Hilton Racing | Aprilia      | 19   | +11"144   | 10      | 11    |
| 6º   | 25 | Maverick Viñales    | Blusens by Paris Hilton Racing | Aprilia      | 19   | +11"473   | 8       | 10    |
| 7º   | 84 | Jakub Kornfeil      | Ongetta-Centro Seta            | Aprilia      | 19   | +24"720   | 19      | 9     |
| 8º   | 15 | Simone Grotzkyj     | Phonica Racing                 | Aprilia      | 19   | +39"982   | 9       | 8     |
| 9º   | 63 | Zulfahmi Khairuddin | Airasia-Sic-Ajo                | Derbi        | 19   | +42"887   | 14      | 7     |
| 10º  | 53 | Jasper Iwema        | Ongetta-Abbink Metaal          | Aprilia      | 19   | +43"023   | 15      | 6     |
| 11º  | 3  | Luigi Morciano      | Team Italia FMI                | Aprilia      | 19   | +43"183   | 17      | 5     |
| 12º  | 99 | Danny Webb          | Mahindra Racing                | Mahindra     | 19   | +43"675   | 21      | 4     |
| 13º  | 21 | Harry Stafford      | Ongetta-Centro Seta            | Aprilia      | 19   | +43"674   | 30      | 3     |
| 14º  | 77 | Marcel Schrötter    | Mahindra Racing                | Mahindra     | 19   | +44"076   | 22      | 2     |
| 15º  | 96 | Louis Rossi         | Matteoni Racing                | Aprilia      | 19   | +50"240   | 18      | 1     |
| 16º  | 50 | Sturla Fagerhaug    | WTR-Ten10 Racing               | Aprilia      | 19   | +50"297   | 20      |       |
| 17º  | 95 | Miroslav Popov      | Ellegi Racing                  | Aprilia      | 19   | +1'06"807 | 26      |       |
| 18º  | 41 | Luca Grünwald       | Freudenberg Racing             | KTM          | 19   | +1'06"870 | 25      |       |
| 19º  | 19 | Alessandro Tonucci  | Team Italia FMI                | Aprilia      | 19   | +1'07"004 | 24      |       |
| 20º  | 43 | Francesco Mauriello | WTR-Ten10 Racing               | Aprilia      | 19   | +1'07"132 | 23      |       |
| 21º  | 17 | Taylor Mackenzie    | Phonica Racing                 | Aprilia      | 19   | +1'15"543 | 29      |       |
| 22º  | 36 | Joan Perelló        | Matteoni Racing                | Aprilia      | 19   | +1'19"523 | 27      |       |
| 23º  | 44 | Miguel Oliveira     | Andalucia Banca Civica         | Aprilia      | 19   | +1'19"885 | 16      |       |
| 24º  | 30 | Giulian Pedone      | Phonica Racing                 | Aprilia      | 19   | +1'33"814 | 28      |       |
| 25º  | 24 | Ladislav Chmelík    | RJR Racing                     | Aprilia      | 19   | +1'45"564 | 32      |       |
| 26º  | 56 | Péter Sebestyén     | Caretta Technology             | KTM          | 19   | +2'03"770 | 33      |       |

### Ritirati
| Nº | Pilota            | Squadra                 | Motocicletta | Giri | Griglia |
| -- | ----------------- | ----------------------- | ------------ | ---- | ------- |
| 60 | Manuel Tatasciore | Phonica Racing          | Aprilia      | 16   | 31      |
| 7  | Efrén Vázquez     | Avant-AirAsia-Ajo       | Derbi        | 13   | 26      |
| 18 | Nicolás Terol     | Bankia Aspar            | Aprilia      | 8    | 1       |
| 10 | Alexis Masbou     | Caretta Technology      | KTM          | 2    | 11      |
| 52 | Danny Kent        | Red Bull Ajo MotorSport | Aprilia      | 1    | 6       |
| 26 | Adrián Martín     | Bankia Aspar            | Aprilia      | 1    | 12      |
| 31 | Niklas Ajo        | TT Motion Events Racing | Aprilia      | 0    | 13      |

### Non partito
| Nº | Pilota     | Squadra      | Motocicletta |
| -- | ---------- | ------------ | ------------ |
| 39 | Luis Salom | RW Racing GP | Aprilia      |

### Non qualificato
| Nº | Pilota         | Squadra         | Motocicletta |
| -- | -------------- | --------------- | ------------ |
| 83 | Jakub Jantulík | AMK Brno Junior | Honda        |